# Сент-Леджер, Сент-Леджер, 1-й виконт Донерейл
Сент-Леджер Сент-Леджер, 1-й виконт Донерейл (при рождении — Сент-Лелжер Олдворт; англ. St Leger St Leger, 1st Viscount Doneraile; ? — 15 мая 1787 года) — англо-ирландский политик и пэр.

## Биография

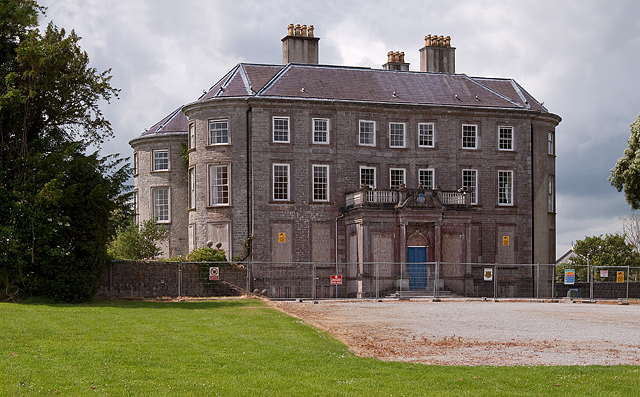
Донерейл-Корт, резиденция виконтов Донерейл

Сын политика Ричарда Олдворта (1694—1776) и его жены, достопочтенной Элизабет Сент-Леджер (? — 1772), дочери Артура Сент-Леджера, 1-го виконта Донерейла (? — 1727), первой креации (1703) этого титула.
При рождении ему дали имя Сент-Леджер Олдворт, но 9 мая 1767 года он официально изменил свою фамилию на Сент-Леджер, так что он стал известен как Сент-Леджер Сент-Леджер, как условие наследования поместий Донерейл в графстве Корк после смерти своего бездетного дяди, Хейса Сент-Леджера, 4-го виконта Донерейла (1702—1767) . Как и несколько других членов его семьи, он служил в ирландской Палате общин в качестве члена парламента от Донерейла в 1749—1776 годах.
2 июля 1776 года для него был создан титул 1-го барона Донерейла из Донерейла в графстве Корк (Пэрство Ирландии). 5 января 1785 года титул, ранее принадлежавший его родственникам по материнской линии, был восстановлен для него, так что Сент-Леджер Сент-Леджер стал 1-м виконтом Донерейлом из Донерейла в графстве Корк (Пэрство Ирландии, 2-я креация).
В 1780 году Сент-Леджер оказался в суде присяжных графства Корк, столкнувшись с Джоном Филпотом Карраном, адвокатом пожилого католического священника. Отец Нил объявил об отлучении от церкви прелюбодейного прихожанина, который был братом любовницы Сент-Леджера. Сент-Леджер поскакал к дому священника и потребовал, чтобы тот отменил санкцию. Когда священник объяснил, что её может снять только его епископ, Сент-Леджер ударил его хлыстом. Он также ударил хлыстом экономку, которая заступилась за священника .
Сент-Леджер действовал бы, полагая, что ни одно жюри, которое согласно существующим уголовным законам должно было быть полностью протестантским, не вынесет против него решения по иску, поданному католиком. На перекрестном допросе Карран разрушил доверие к свидетелям Донерейла и убедил присяжных отбросить в сторону сектантские соображения и вынести решение в пользу его клиента. Присяжные присудили отцу Нилу 30 гиней. Сент-Леджер вызвал Каррана на дуэль, в которой Сент-Леджер выстрелил и промахнулся. Карран отказался стрелять.

## Брак, дети и наследование
Он был женат на Мэри Барри, дочери Редмонда Барри, от брака с которой у него быо шестеро детей:
- Достопочтенная Луиза Энн Сент-Леджер, она вышла замуж за подполковника Фрэнсиса Ниветта Лейтона, от которого у неё было четверо детей
- Достопочтенная Джорджиана Сент-Леджер (? — 12 мая 1818), в 1798 году она вышла замуж за Паско Гренфелла, от которого у неё было восемь детей
- Достопочтенная Генриетта Сент-Леджер, в 1795 году она вышла замуж за достопочтенного Джозефа Лисагта.
- Хейс Сент-Леджер, 2-й виконт Донерайл (9 марта 1755 — 8 ноября 1819), старший сын и преемник отца.
- Полковник Достопочтенный Ричард Сент-Леджер (12 июля 1756 — 30 декабря 1840)
- Достопочтенный Джеймс Сент-Леджер (4 октября 1757 — 22 ноября 1834).

Лорд Донерейл скончался 15 мая 1787 года в Донерейле, графство Корк, Ирландия, от разрыва кровеносного сосуда. Ему наследовал его старший сын Хейс Сент-Леджер, 2-й виконт Донерейл.